# Allyson Schwartz
Allyson Young Schwartz est une femme politique américaine née le 3 octobre 1948 à New York. Membre du Parti démocrate de Pennsylvanie, elle est élue à la Chambre des représentants des États-Unis de 2005 à 2015.

## Biographie

### Études et carrière professionnelle
Allyson Schwartz grandit à New York. Elle est diplômée d'un baccalauréat universitaire du Simmons College (en) en 1970 puis d'une maîtrise de travailleur social du Bryn Mawr College en 1972.
En 1972, elle est nommée adjointe au Directeur de la santé et des services sociaux de Philadelphie. De 1975 à 1988, elle est directrice exécutive du Elizabeth Blackwell Center for Women’s Health, un centre de planification familiale de Philadelphie.

### Élue de Pennsylvanie
Elle est élue au Sénat de Pennsylvanie de 1991 à 2004, sous les couleurs du Parti démocrate. Elle se présente aux élections sénatoriales américaines de 2000 mais finit en deuxième position de la primaire démocrate avec 26 % des voix, derrière le représentant Ron Klink (en) (40 %).
En 2004, elle est élue à la Chambre des représentants des États-Unis dans le 13e district de Pennsylvanie, qui comprend le nord-ouest de Philadelphie et une partie du comté de Montgomery. Élue avec 55,7 % des voix, elle est réélue tous les deux ans entre 2006 et 2012 avec des scores compris entre 56 et 70 % des suffrages. Au Congrès, elle se spécialise dans les questions de santé et participe à la rédaction du Patient Protection and Affordable Care Act (Obamacare).
En avril 2013, elle annonce sa candidature au poste de gouverneur de Pennsylvanie pour les élections de 2014. Elle compte devenir la première femme gouverneure de l'État et le premier candidat de Pennsylvanie à battre un gouverneur sortant, en l'occurrence l'impopulaire Tom Corbett. Alors qu'elle fait campagne sur son expérience de législateur, elle est dépassée dans les sondages par le riche homme d'affaires Tom Wolf. Lors des primaires démocrates, elle est largement battue par Wolf, qui rassemble 58 % des voix. Elle arrive en deuxième position avec 18 % des suffrages, devançant de peu le trésorier de l'État Rob McCord (17 %).

### Après le Congrès
Au printemps 2015, Schwartz devient présidente-directrice générale de l'association Better Medicare Alliance, qui fait du lobbying dans le domaine de la santé.

## Vie privée
Schwartz est mariée au cardiologue David Schwartz et ils vivent à Jenkintown, en Pennsylvanie. Le couple a deux fils.